# 黄祖瑜
黄祖瑜（1912年—2005年6月5日），欧洲著名东方学者，瑞典中国文化学者。河南信阳人。

## 生平
1933年考入国立中央大学数学系学习，并旁听文学院课程，1937年毕业后赴英国伦敦大学留学。二战的爆发让其在瑞典长期居住了下来，1939年后在瑞典斯德哥尔摩大学、哥德堡大学等处讲学。 
对在北欧传播中华文化有重要贡献，被称为“北欧中国文化使者”。獲哥德堡大学授予荣誉哲学博士学位。黃祖瑜是欧洲华人学会发起人之一，曾两度担任欧洲华人学会理事长。
黃祖瑜長子Philip Hwang是哥德堡大學的心理學教授，次子斯蒂芬·黄原為卡爾斯塔德大學的物理學教授，2010年成為新成立的林奈大學首任校長。